# پنهان (مجموعه تلویزیونی)
پنهان (انگلیسی: Hide; کره‌ای: 하이드) یک مجموعه تلویزیونی محصول کره جنوبی با بازی لی بو یونگ، لی مو سنگ، لی چونگ آه و لی مین جه است. این مجموعه یک درام ارجینال کوپانگ پلی است و برای استریم در پلتفرم خودش در ساعت ۲۲:۰۰ (کی‌اس‌تی) قابل دسترسی است. این مجموعه همچنین از ۲۳ تا ۲۸ آوریل مارس ۲۰۲۴، روزهای شنبه و یکشنبه ساعت ۲۲:۳۰ (کی‌اس‌تی) از جی‌تی‌بی‌سی برای ۱۲ قسمت پخش شد.

## بازیگران

### اصلی
- لی بو یونگ در نقش نا مون یونگ[۵]
- لی مو سنگ در نقش چا سونگ جه[۶]
- لی چونگ آه در نقش ها یون جو[۷]
- لی مین جه در نقش دو جین وو[۳]